# Сетінер
Сетінер, також сетінерське вино або сетіанське вино (лат. Setiner) — стародавнє вино, що виробляли в Римській імперії. Цей сорт винограду ріс на пагорбах латинського міста Сетіа (сучасне місто Сецце) над Аппієвим форумом. За словами Плінія Старшого, це досить гірке вино було улюбленим вином імператора Августа та кількох його наступників. Сетінер вважали корисним для перетравлення «важкої» для шлунка їжі.